# Doly (Luže)

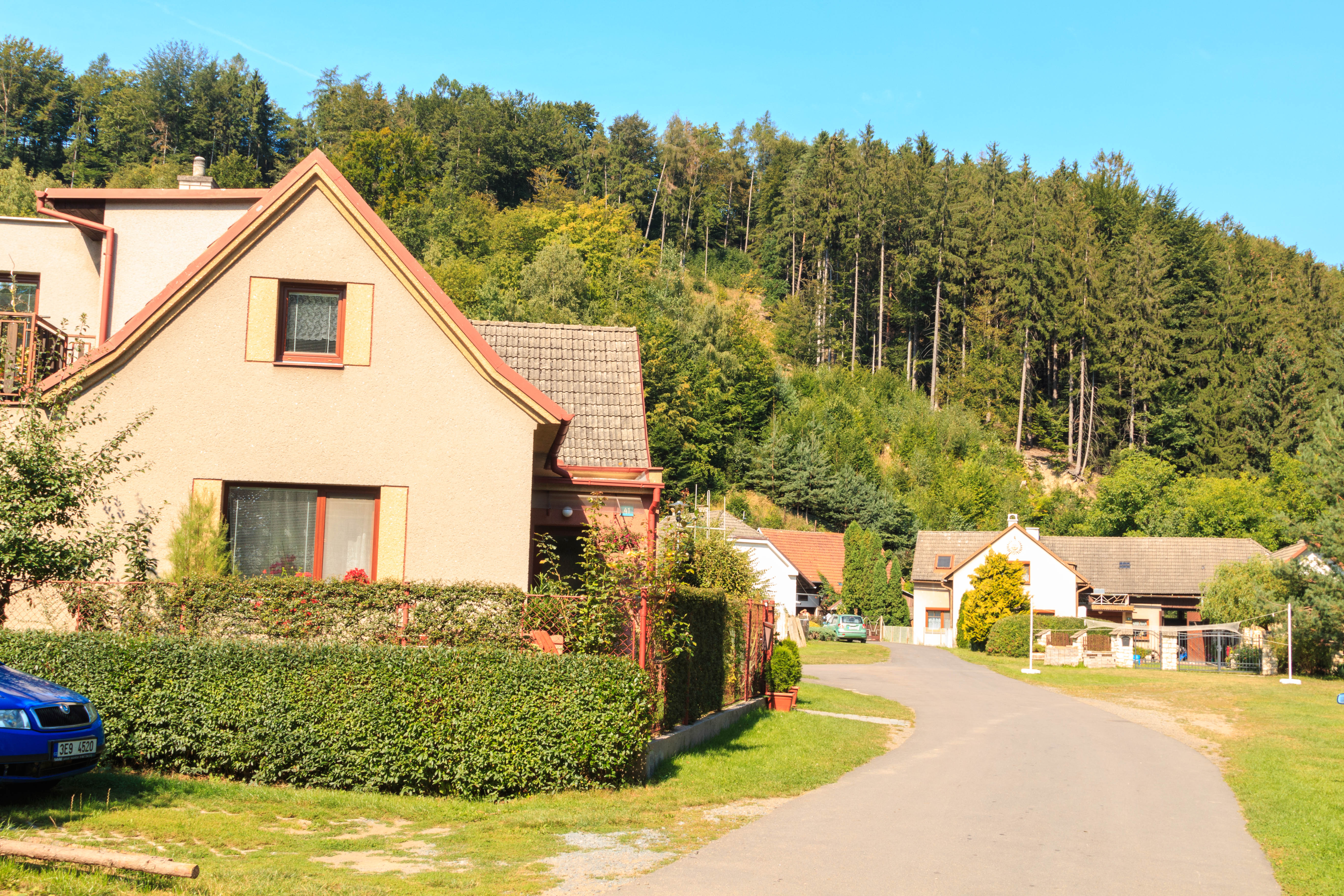
Dorfstraße

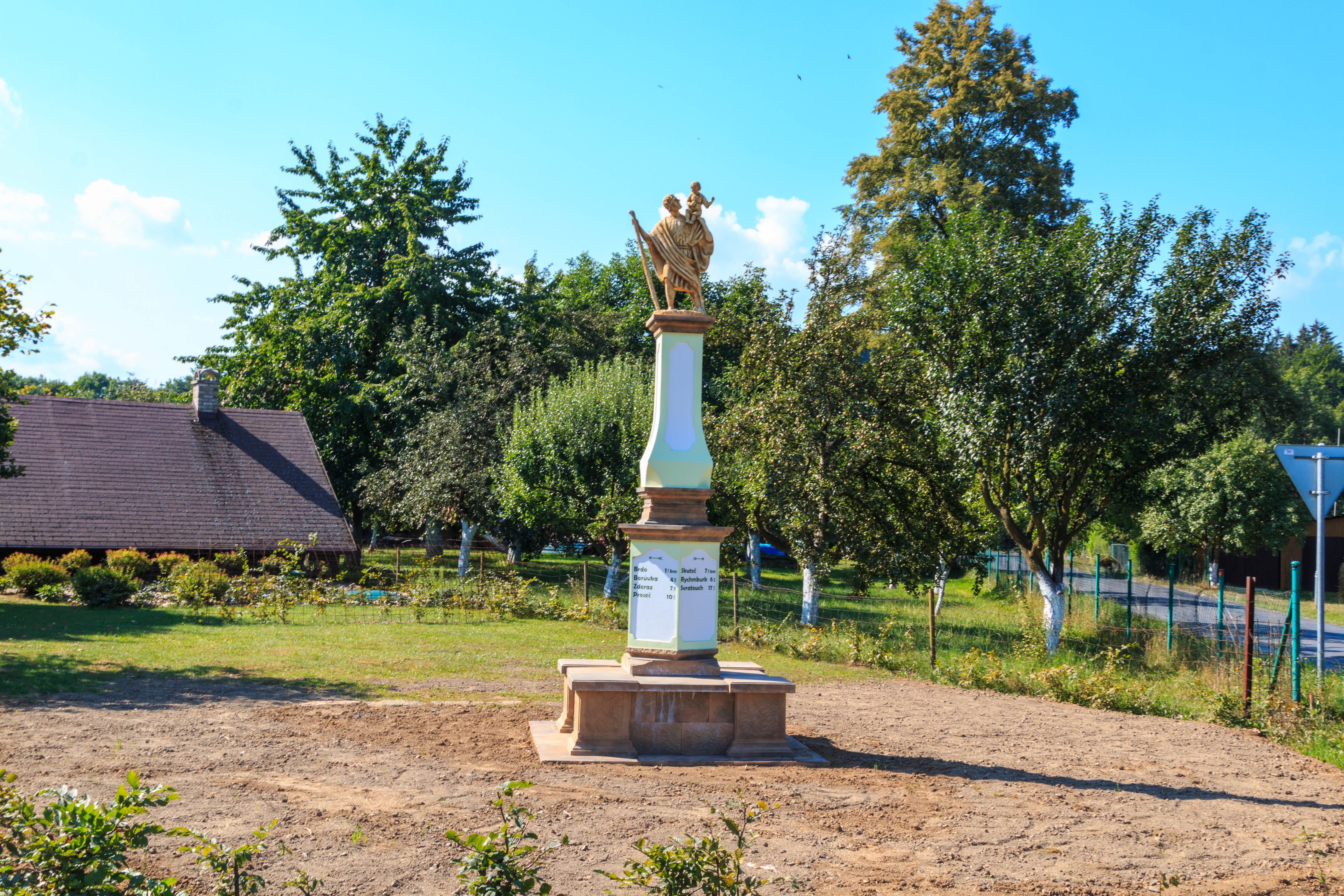
Wegweisersäule mit Statue des hl. Christophorus

Doly (deutsch Dolly, 1939–45 Doll) ist ein Ortsteil der Stadt Luže in Tschechien. Er liegt drei Kilometer südöstlich von Luže und gehört zum Okres Chrudim.

## Geographie
Doly erstreckt sich im unteren Tal der Krounka (Richenburger Bach), die nördlich des Dorfes in die Novohradka (Neuschlosser Bach) einmündet, in der Novohradská stupňovina (Neuschlosser Stufenland). Nördlich erhebt sich der V Paletíně (377 m n.m.), im Südosten der Na Průhoně (423 m n.m.).
Nachbarorte sind Voletice und Domanice im Norden, Bílý Kůň im Nordosten, Rabouň, Drahoš und Rvasice im Osten, Hlubočice und Brdo im Südosten, Hluboká, Zadní Borek, Zhoř und Lhota u Skutče im Süden, Zbožnov und Štěpánov im Südwesten, Přibylov und Nová Ves im Westen sowie Hroubovice, Zdislav und Janovičky im Nordwesten.

## Geschichte
Archäologische Funde belegen eine frühzeitliche Besiedlung des Gebietes. Während der Latènezeit befand sich östlich von Doly auf dem hohen Sporn zwischen den Tälern der Krounka und Novohradka wahrscheinlich ein keltisches Oppidum, das durch hohe Wälle und tiefen Gräben geschützt war.
Die erste urkundliche Erwähnung von Doly erfolgte 1392 in der Landtafel, als Smil Flaška von Pardubitz die Richenburg mit den zugehörigen 62 Dörfern an Otto von Bergow und Boček II. von Podiebrad übergab. Die älteste Nachricht über eine Mühle an der Novohradka stammt von 1651, dabei handelt es sich um die spätere Kvášův mlýn. Zum Ende des 18. Jahrhunderts entstand – ebenfalls an der Novohradka – die vierradige Dolský mlýn.
Der herrschaftliche Meierhof wurde nach 1780 aufgehoben und seine Fluren emphyteutisiert. Nach der Einführung der Schulpflicht zum Ende des 18. Jahrhunderts wurden die Kinder aus Doly zunächst in Luže unterrichtet. Ab 1823 erfolgte der Schulunterricht in Brdo. Doly unterstand dem Ortsrichter von Brdo.
Im Jahre 1835 bestand das im Chrudimer Kreis gelegene zerstreute Dorf Dolly aus 37 Häusern, in denen 179 Personen lebten. Zum Ort gehörten zwei Mühlen am Neuschlosser Bach. Zu Dolly konskribiert war die aus der Skutscher Filialkirche Mariä Verkündigung und einem Friedhof bestehende Wüstung Janowitschek. Pfarrort war Lusche. Bis zur Mitte des 19. Jahrhunderts blieb Dolly der Herrschaft Richenburg untertänig.
Nach der Aufhebung der Patrimonialherrschaften bildete Doly ab 1849 mit den Ortsteilen Brdo, Chlum, Dolany, Hlubočice, Rabouň und Rvasice eine Gemeinde im Gerichtsbezirk Skutsch. Ab 1868 gehörte die Gemeinde zum politischen Bezirk Hohenmauth. 1869 hatte das Dorf Doly 169 Einwohner und bestand aus 38 Häusern. Im Jahre 1900 lebten in Doly 232 Personen, 1910 waren es 222. Im Novohradkatal wurde zu dieser Zeit Sand und Kies abgebaut; in den 1920er Jahren errichtete der Unternehmer Kosina aus Voletice dort zudem Brechwerk, das 20 Beschäftigte hatte. Die Freiwillige Feuerwehr wurde 1922 gegründet. 1930 hatte Doly 208 Einwohner. Die Ortsteile Chlum und Dolany wurden 1949 nach Střítež umgemeindet. 1950 stellte der Müller Novotný den Mühlbetrieb in der Dolský mlýn ein. Zwei Jahre später legte auch der letzte Müller der Kvášův mlýn, Vladimír Kváš, seine Mühle still; die Mühle wurde in den 1970er Jahren teilweise abgebrochen. 1961 wurde die Gemeinde dem Okres Chrudim zugeordnet. Hlubočice und Rvasice verloren im März 1980 ihren Status als Ortsteile und wurden dem Ortsteil Rabouň zugeordnet. Am 1. Januar 1981 wurde Doly nach Luže eingemeindet. Beim Zensus von 2001 lebten in den 41 Häusern von Doly 65 Personen.

### Bergbauversuche
Wegen des Kohlenausbisses wurden zwischen 1850 und 1921 in der Umgebung von Doly ca. sieben größere Bergbauversuche auf Steinkohle unternommen. In Unkenntnis der geologischen Verhältnisse des Flözgebirges wurden unter der Plänerdecke des den Ort umgebenden Massivs Steinkohlenlager vermutet. Jedoch bestehen die kohleführenden Schichten vorwiegend aus grauem Ton und Letten. Die Arbeit in den Suchstollen musste nach 60 – 100 m Länge zumeist wegen Wasserzudrangs bzw. Erschöpfung der Mittel wieder eingestellt werden.

## Ortsgliederung
Zu Doly gehört der Wohnplatz Janovičky (Janowitschek).
Der Katastralbezirk Doly umfasst die Ortsteile Brdo, Doly und Rabouň.

## Sehenswürdigkeiten
- Wegweisersäule mit Statue des hl. Christophorus
- Barocke Kirche Mariä Verkündigung in Janovičky, erbaut 1741–1746 nach Plänen des Baumeisters Donato Felice d’Allio, das Kulturdenkmal wurde am Übergang vom 20. zum 21. Jahrhundert saniert